# R.I.S. Científica
R.I.S. Científica es una serie de televisión coproducida por Videomedia y la cadena española Telecinco y emitida por esta última. Es una adaptación de la serie italiana R.I.S. Delitti imperfetti, a su vez inspirada en la producción estadounidense CSI.
Se estrenó el 23 de septiembre de 2007. Los dos primeros capítulos se emitieron en el prime time de los domingos, con una audiencia inferior a la media de la cadena, por lo que a partir del 9 de octubre pasa a emitirse los martes a las 22:00. El 18 de diciembre se emitió el último capítulo, sin anunciarse su renovación para una segunda temporada.

## Argumento
Serie policial de acción y suspense que arranca con la llegada de Ana Galeano a la brigada de Ricardo Ventura, un grupo especial de la policía científica especializado en el análisis de la escena del crimen. En cada capítulo se enfrentan a la resolución de varios casos de asesinato. Además, durante toda la serie se mantiene una trama de continuidad, protagonizada por un misterioso y sádico asesino de criminales, llamado Unabomber, cuya sorprendente identidad no es desvelada hasta el último capítulo.

## Personajes
- Ricardo Ventura (José Coronado) es el nuevo jefe de la Unidad especial de la policía científica, tras substituir en el cargo a Cuevas.
- Ana Galeano (Irene Montalà), es la especialista informática, recién incorporada a la Unidad.
- David Conde (Ismael Martínez), experto en balística de la Unidad.
- Claudia Barrea (Belén López), es la médica forense de la Unidad. Mantiene con Ventura una relación sin ataduras por la que ninguno de los dos apuesta mucho.
- Martín Orce (Carlos Leal), es el químico y biólogo de la Unidad.
- Damián Bermejo (Pedro Casablanc), es un policía veterano, experto en interrogatorios.
- Guillermo Cuevas (Juan Fernández) es el creador de esta Unidad especial de la policía. Tras veinte años como jefe, es forzado por sus superiores a jubilarse anticipadamente a causa de una enfermedad degenerativa, hecho que será punto de partida para exteriorizar su lado oscuro.

## Episodios y audiencias
Lista de capítulos de la primera temporada (las fechas y datos de audiencia hacen referencia a la primera emisión en España):
| Temporada | Temporada | Episodios | Estreno                  | Final                   | Audiencia media | Audiencia media | Audiencia media |
| Temporada | Temporada | Episodios | Estreno                  | Final                   | Espectadores    | Cuota           |                 |
| --------- | --------- | --------- | ------------------------ | ----------------------- | --------------- | --------------- | --------------- |
|           | 1         | 13        | 23 de septiembre de 2007 | 18 de diciembre de 2007 | 2 337 000       | 15,0%           |                 |

| Capítulo | Título original    | Día de emisión           | Espectadores | Share |
| -------- | ------------------ | ------------------------ | ------------ | ----- |
| 1        | Bella de noche     | 23 de septiembre de 2007 | 2 841 000    | 17,2% |
| 2        | Sangre y vino      | 30 de septiembre de 2007 | 2 864 000    | 17,1% |
| 3        | Triángulo          | 9 de octubre de 2007     | 2 557 000    | 14,9% |
| 4        | Billete de vuelta  | 16 de octubre de 2007    | 2 626 000    | 14,5% |
| 5        | Ojo por ojo        | 23 de octubre de 2007    | 2 643 000    | 15,7% |
| 6        | Miedo escénico     | 30 de octubre de 2007    | 2 375 000    | 14,7% |
| 7        | Cuestión de tiempo | 6 de noviembre de 2007   | 2 281 000    | 13,3% |
| 8        | Héroes             | 13 de noviembre de 2007  | 2 351 000    | 15,1% |
| 9        | Déjà-vu            | 20 de noviembre de 2007  | 2 371 000    | 14,6% |
| 10       | Cobarde            | 27 de noviembre de 2007  | 2 051 000    | 12,8% |
| 11       | El lado oscuro     | 4 de diciembre de 2007   | 2 062 000    | 14,0% |
| 12       | Certeza            | 11 de diciembre de 2007  | 2 096 000    | 13,3% |
| 13       | Justicia           | 18 de diciembre de 2007  | 1 270 000    | 17,3% |

## Premios
- XVII Edición de los Premios de la Unión de Actores
  - Belén López candidata al Premio a Mejor actriz secundaria de televisión.